# Gaius Octavius Honoratus
Gaius Octavius Honoratus (vollständige Namensform Gaius Octavius Quinti filius Cornelia Honoratus) war ein im 2. Jahrhundert n. Chr. lebender Angehöriger der römischen Armee. Durch eine Inschrift, die in Thuburnica in der Provinz Africa gefunden wurde, ist seine militärische Laufbahn bekannt.
Honoratus entstammte dem römischen Ritterstand und wurde unter Antoninus Pius (138–161) als Centurio in die Armee aufgenommen (adlecto ex equite Romano a divo Pio). Er diente in den folgenden Legionen (in dieser Reihenfolge): in der Legio II Augusta, die ihr Hauptlager in Isca Silurum in der Provinz Britannia hatte, in der Legio VII Claudia pia fidelis, die ihr Hauptlager in Viminacium in Moesia superior hatte, in der Legio XVI Flavia Firma, die ihr Hauptlager in Samosata in der Provinz Syria hatte und zuletzt in der Legio X Gemina pia fidelis, die ihr Hauptlager in Vindobona in der Provinz Pannonia superior hatte. In der Legio X Gemina erreichte er den Rang eines Princeps posterior in der 5. Kohorte.
Honoratus war in der Tribus Cornelia eingeschrieben. Die Inschrift wurde durch seinen Vater Quintus Octavius Celsus mit Genehmigung des Stadtrates errichtet.
James Robert Summerly datiert die Laufbahn von Honoratus in einen Zeitraum zwischen 138 und 170.